# Tandy Radio Shack 1400 LT/FD/HD
Tandy Radio Shack 1400 LT/FD/HD (1400 LT/FD/HD) је био преносиви рачунар, производ фирме Тенди (Tandy Radio Shack) који је почео да се израђује у САД током 1987. године.
Користио је NEC V20 (Intel 8088 еквивалент) као централни микропроцесор а RAM меморија рачунара 1400 LT/FD/HD је имала капацитет од 640 KB + 128 KB доступно за РАМ диск или меморију за штампање.
Као оперативни систем кориштен је Tandy DOS 3.

## Детаљни подаци
Детаљнији подаци о рачунару 1400 LT/FD/HD су дати у табели испод.
|                       |                                                                                        |
| [ 1 ]                 |                                                                                        |
| Произвођач            | Тенди                                                                                  |
| Тип                   | преносиви рачунар                                                                      |
| Меморија              | 640 + 128 доступно за РАМ диск или меморију за штампање                                |
| Поријекло             | Сједињене Америчке Државе                                                              |
| Година                | 1987                                                                                   |
| Тастатура             | тастатура са тастерима пуног помака, 76 тастера                                        |
| Процесор              | еквивалент)                                                                            |
| Фреквенција процесора | 4,77MHz или 7.16                                                                          |
| RAM                   | 640 + 128 доступно за РАМ диск или меморију за штампање                                |
| ROM                   | 16 KB                                                                                  |
| Текст                 | 40 x 25, 80 x 25                                                                       |
| Графика               | 640 x 200 (монохроматски 9-инчни монитор са текућим кристалом), IBM CGA компатибилан   |
| Боја                  | 16 нијанси плаве са уграђеним екраном са текућим кристалом. Боје са додатним монитором |
| Звук                  | мали звучник                                                                           |
| Димензије             | 3,5 x 14,5 x 12,5 инча / 13,5 фунти                                                    |
| Портови               |                                                                                        |
| Оперативни систем     |                                                                                        |